# James Halliwell-Phillipps
James Orchard Halliwell-Phillipps (nacido James Orchard Halliwell; 21 de junio de 1820 - 3 de enero de 1889) fue un erudito, anticuario y coleccionista de canciones infantiles y cuentos de hadas ingleses de Shakespeare. 

## Biografía
Hijo de Thomas Halliwell, nació en Londres y se educó en forma privada y en el Jesus College de Cambridge .  Se dedicó a la investigación anticuaria, particularmente de la literatura inglesa temprana. A partir de los 16 años, entre 1836 y 1837, contribuyó con 47 artículos al Partenón. Revista semanal de literatura, artes y ciencias inglesas y extranjeras ;  en 1839 editó Los viajes de Sir John Mandeville; En 1842 publicó un Relato de los manuscritos europeos en la Biblioteca Chetham, además de un romance métrico recién descubierto del siglo XV (Torrente de Portugal). 
En 1841, mientras estaba en Cambridge, dedicó su libro Reliquae Antiquae a Sir Thomas Phillipps, el destacado bibliómano . Phillipps invitó a Halliwell a quedarse en su finca, Middle Hill.  Allí Halliwell conoció a la hija de Phillipps, Henrietta, a quien pronto le propuso matrimonio. Sin embargo, también por esta época, Halliwell fue acusado de robar manuscritos del Trinity College de Cambridge . Aunque no se inició ningún proceso, se despertaron sospechas en Phillipps y se negó a dar su consentimiento para el matrimonio. Esto llevó a la fuga de la pareja en 1842. Phillipps se negó a volver a ver a su hija ni a Halliwell.
En 1842, Halliwell publicó la primera edición de Nursery Rhymes of England seguida de Nursery Rhymes and Nursery Tales, que contenía la primera versión impresa de Los tres cerditos  y una versión del villancico Los doce días de Navidad . 
A partir de 1845, Halliwell fue excluido de la biblioteca del Museo Británico debido a la sospecha sobre su posesión de algunos manuscritos que habían sido retirados de la biblioteca del Trinity College de Cambridge . Publicó en privado una explicación del asunto en 1845.   Halliwell también tenía la costumbre, detestada por los bibliófilos, de cortar libros del siglo XVII y pegar partes que le gustaban en álbumes de recortes. Durante su vida destruyó 800 libros y realizó 3600 recortes.
En 1848 publicó su Vida de Shakespeare, ilustrada por John Thomas Blight (1835-1911), que tuvo varias ediciones; en 1853-1865 una suntuosa edición, limitada a 150 copias, de Shakespeare en folio, con notas críticas completas. Después de 1870 abandonó por completo la crítica textual y dedicó su atención a dilucidar los detalles de la vida de Shakespeare. Recopiló todos los hechos y documentos disponibles en relación con él y agotó la información que se encuentra en los registros locales en sus Esquemas de la vida de Shakespeare.Jugó un papel decisivo en la compra de New Place para la corporación de Stratford-on-Avon y en la formación allí del museo de Shakespeare. 
Asumió el nombre de Phillipps en 1872, bajo el testamento del abuelo de su primera esposa, Henrietta Phillipps. Se interesó activamente en la Sociedad Camden, la Sociedad Percy y la Sociedad Shakespeare, para las que editó muchas de las primeras obras inglesas e isabelinas . Murió el 3 de enero de 1889 y fue enterrado en el cementerio de Patcham, cerca de Hollingbury en East Sussex. 

## Obras
Sus publicaciones en total ascendieron a más de sesenta volúmenes, entre ellos:
- (1840). The Connexion of Wales with the early Science of England.
- (1840). A Few Notes on the History of the Discovery of the Composition of Water.
- (1841). Shakespeariana. J. R. Smith (reissued by Cambridge University Press, 2009; ISBN 978-1-108-00002-4)
- (1842). Cambridge Jokes: From the Seventeenth to the Twentieth Century. Thomas Stevenson, Tilt and Bogue (reissued by Cambridge University Press, 2009; ISBN 978-1-108-00122-9)
- (1842). An Account of the European Manuscripts in the Chetham Library, Manchester.
- (1843). The Nursery Rhymes of England, obtained principally from oral tradition.
- (1843). A Collection of Pieces in the Dialect of Zummerzet.
- (1846). A Dictionary of Archaic & Provincial Words, Obsolete Phrases, Proverbs & Ancient Customs, From the Fourteenth Century, Volume I A-I
- (1847). A Dictionary of Archaic & Provincial Words, Obsolete Phrases, Proverbs & Ancient Customs, From the Fourteenth Century, Volume II J-Z
- (1847). An historical sketch of the Provincial Dialects of England, illustrated by numerous examples.
- (1848). Some account of the Vernon Manuscript, a volume of early English poetry preserved in the Bodleian Library.
- (1849). Notices of the History and Antiquities of Islip.
- (1849). Popular Rhymes and Nursery Tales: a sequel to The Nursery Rhymes of England.
- (1851). Notes on Ascertaining the Value, and Directions for the Preservation, of Old Books, Manuscripts, Deeds and Family Papers.
- (1854). Brief Observations on some Ancient Systems of Notation.
- (1855). Contributions to English Lexicography.
- (1856). A Catalogue of an Unique Collection of Ancient English Broadside Ballads, with notes of the tunes and imprints.
- (1859). An Introduction to the Evidences of Christianity.
- (1860). Notes of Family Excursions in North Wales, taken chiefly from Rhyl, Abergele, Llandudno, and Bangor.
- (1860). A Skeleton Hand-List of the Early Quarto editions of the Plays of Shakespeare; with notices of the old impressions of the Poems.
- (1861). Rambles in Western Cornwall by the Footsteps of the Giants; with notes on the Celtic remains of the Land's End district and the Islands of Scilly.
- (1863). A Calendar of the Records at Stratford-on-Avon
- (1864). An Historical Account of the New Place, Stratford-Upon-Avon, the Last Residence of Shakespeare[10]
- (1866). A Hand-Book Index to the Works of Shakespeare: Including References to the Phrases, Manners, Customs, Proverbs, Songs, Particles, &c., Which Are Used or Alluded to by the Great Dramatist. J.E. Adlard (reissued by Cambridge University Press, 2009; ISBN 978-1-108-00121-2)
- (1884). The Stratford Records and the Shakespeare Autotypes. A brief review of singular delusions that are current at Stratford-on-Avon